# Nosacizna
Nosacizna (łac. Malleus, ang. glanders) – przewlekła zakaźna i zaraźliwa choroba zwierząt nieparzystokopytnych wywołana przez pałeczkę nosacizny (G-, tlenowa). Nosacizna jest najczęściej chorobą koni. Mogą też zachorować kotowate i mięsożerne. Może też być niebezpieczną zoonozą dla ludzi. Bardzo rzadko spotykana w Europie (Rumunia, Francja) – w roku 2015 wykryto jeden przypadek w Polsce u konia sprowadzonego z zagranicy.  Obecnie można ją spotkać w Azji, Afryce oraz w Ameryce Południowej i Środkowej.

## Etiologia
Czynnikiem chorobotwórczym jest pałeczka nosacizny (Burkholderia mallei, dawna nazwa lub synonim jeszcze używany Pseudomonas mallei)

## Źródła zakażenia ipatogeneza
Źródłem zakażenia są chore zwierzęta a dokładniej rzecz biorąc wyciek z nosa, wykrztusina z płuc, ropa z owrzodzeń. Czasami dochodzi do zarażenia poprzez kał i mocz.
Pałeczki nosacizny wnikają do organizmu głównie poprzez przewód pokarmowy, dodatkowo mogą wnikać przez skórę.

## Objawy
U koni — postać płucna, nosowa (owrzodzenia błony śluzowej przegrody nosowej) i skórna.

U świnek morskich — fenomen Straussa — po podaniu dootrzewnowym pałeczki nosacizny u samców rozwija się zapalenie jąder.

U ludzi:
Okres wylęgania choroby wynosi od 2 tygodni do nawet kilku miesięcy. Wyróżnia się dwie postacie nosacizny:
- Postać ostra — początkowo objawia się gorączką powyżej 40 °C. Następnie pojawiają się guzki i wrzody na błonie śluzowej nosa, wypływ z nosa  (najpierw śluzowo-ropny, potem krwisty) oraz silny obrzęk węzłów chłonnych żuchwowych.
- Postać przewlekła — może trwać miesiącami, a nawet latami. W tej postaci objawy mogą dotyczyć płuc, nosa, skóry.
  - Nosacizna skóry zwykle jest efektem przerzutów. Na skórze powstają guzki, które po osiągnięciu wielkości orzecha włoskiego pękają i przeobrażają się we wrzody.
  - Nosacizna płuc objawia się wychudzeniem, trudnościami w oddychaniu, kaszlem.
  - Nosacizna nosa — objawy to krwisty wypływ z jednego lub obu nozdrzy oraz wrzodziejące guzki na błonie śluzowej nosa wielkości prosa, mogą one powodować nawet perforację przegrody nosowej.

Podział ten jest sztuczny, ponieważ charakterystyczne objawy z poszczególnych postaci mogą się mieszać ze sobą.

## Zmiany anatomopatologiczne
Guzki na skórze, owrzodzenia. W płucach i pod opłucną ciemnoczerwone guzki. W krtani, tchawicy, nosie guzki, owrzodzenia, blizny.

## Rozpoznawanie
Rozpoznanie opiera się na: 
- Objawach klinicznych - są one mało wyraźne lub całkiem nie występują ze względu na to, iż nosacizna najczęściej ma przebieg przewlekły.
- Badaniach alergicznych - u koni badanie na nosaciznę nazywa się maleinizacją. Do wykonania stosuje się maleinę czyli jałowy przesącz hodowli zjadliwych pałeczek nosacizny. Na podstawie miejsca dokonania próby alergicznej rozróżnia się:
  - Maleinizację spojówkową
  - Maleinizację śródskórno-powiekową
  - Maleinizację podskórną
- Badaniach mikrobiologicznych - posiew podejrzanego materiału biologicznego na selektywnych podłożach
- Badaniach serologicznych - odczyn wiązania dopełniacza

## Rozpoznanie różnicowe
Należy wykluczyć następujące jednostki chorobowe: przewlekły nieżyt nosa, grudkowe zapalenie nosa, zołzy, ospa. 

## Leczenie
Leczenie nosacizny u zwierząt jest zabronione. Zwierzęta chore i zakażone są zabijane.

## Zapobieganie
Nosaciźnie zapobiega się poprzez stosowanie przepisów sanitarno-weterynaryjnych.

## Zachorowania ludzi -zoonoza
Kod ICD-9 nosacizny to 024.

Występuje nader rzadko i to tylko tam gdzie występuje nosacizna zwierząt. Przed wprowadzeniem do lecznictwa antybiotyków przebieg nosacizny u ludzi był śmiertelny.

### Objawy
Nosacizna u człowieka ma przebieg septyczny. Najczęstszym miejscem wtargnięcia bakterii do organizmu jest skóra rąk. W miejscu wtargnięcia powstaje ograniczony proces ropny. Pałeczka nosacizny szybko dostaje się do krwi i limfy. W początkowym okresie uogólnienie zakażenia wyraża się w postaci wysypki o charakterze różyczki. Następnie przetwarza się w krosty wypełnione ropą i przypominające ospę. W tym samym czasie bakteria osiedla się w narządach wewnętrznych i tworzy ogniska zapalne w wątrobie, śledzionie, płucach. Z ognisk w narządach wewnętrznych bakteria wtórnie przenika do krwi, tworząc przerzuty do niemal wszystkich tkanek i narządów.

## Historia
Choroba znana od starożytności. Jest ona jedną z najdłużej znanych chorób. Wspominał o niej Hipokrates oraz Arystoteles jako o zaraźliwej chorobie koni udzielającej się człowiekowi. Zaraźliwy charakter tej choroby został rozpoznany w IV i V wieku naszej ery przez Absyrtusa i Vegetiusa.
W czasie I wojny światowej Niemcy użyły zarazków nosacizny w portach Ententy jako broni biologicznej. Mimo zainfekowania pewnej liczby koni, nie osiągnięto zakładanej epidemii i zaniechano dalszych prac nad militarnym zastosowaniem tej choroby.